# 西大西洋笛鯛
西大西洋笛鯛，為輻鰭魚綱鱸形目鱸亞目笛鯛科的其中一種，分布於西大西洋區，從美國麻州至墨西哥灣海域，棲息深度10-190公尺，體長可達100公分，成魚棲息在岩石底質的海域，幼魚棲息在沙泥底質淺海域，屬肉食性，以魚類、甲殼類、頭足類、蠕蟲等為食，可做為食用魚，適合各種烹飪方式食用。

## 擴展閱讀
維基物種上的相關：西大西洋笛鯛